# Формула Баркгаузена
Формула Баркгаузена, иначе основное ламповое уравнение — математическое выражение, связывающее между собой параметры электронной лампы (крутизну характеристики, статический коэффициент усиления, проницаемость и внутреннее сопротивление). Названа по имени немецкого учёного Генриха Баркгаузена (нем. Heinrich Georg Barkhausen).

## Математическое выражение
Через статический коэффициент усиления {\textstyle \mu }:
{\displaystyle {\mu  \over S\cdot R_{i}}=1}
Через проницаемость {\displaystyle D}:
{\displaystyle D\cdot S\cdot R_{i}=1,}
где
- {\textstyle \mu } — статический коэффициент усиления, равный отношению приращения анодного напряжения к приращению сеточного напряжения при постоянном анодном токе: {\displaystyle \mu ={\Delta U_{a} \over \Delta U_{g}}}[прим. 1];
- {\textstyle S} — крутизна статической характеристики, равная отношению приращения анодного тока к приращению сеточного напряжения при постоянном напряжении на аноде {\displaystyle S={\Delta I_{a} \over \Delta U_{g}};}
- {\textstyle R_{i}} — внутреннее сопротивление лампы переменному току, равное отношению приращения напряжения на аноде к приращению анодного тока {\displaystyle R_{i}={\Delta U_{a} \over \Delta I_{a}};}
- {\textstyle D} — проницаемость лампы, равная отношению приращения сеточного напряжения к приращению анодного напряжения {\displaystyle D={\Delta U_{g} \over \Delta U_{a}}}[прим. 1].

Обычно крутизну выражают в мА/В , тогда внутреннее сопротивление следует брать в кОм.

## Физический смысл
Формула показывает, что лишь два из трёх основных параметров триода являются независимыми, третий полностью определяется этими двумя.

### Проницаемость и коэффициент усиления
{\displaystyle \mu ={\Delta U_{a} \over \Delta U_{g}};} {\displaystyle D={\Delta U_{g} \over \Delta U_{a}}}
Из определения видно, что статический коэффициент усиления и проницаемость лампы — взаимно обратные величины и имеют один и тот же физический смысл: насколько сильнее влияет на анодный ток потенциал сетки по сравнению с потенциалом анода. 
Проницаемость показывает, какая доля силовых линий электрического поля анода проникает сквозь сетку к катоду. Таким образом, чем гуще сетка, тем проницаемость лампы ниже, а коэффициент усиления выше.
Управляющие сетки с переменной густотой позволяют варьировать проницаемость разных участков лампы и регулировать коэффициент усиления в широких пределах изменением величины отрицательного смещения на сетку, лампы такого типа называются «варимю».

### Крутизна
{\displaystyle S={\Delta I_{a} \over \Delta U_{g}}}
По размерности имеет смысл проводимости, но это не проводимость какой-либо одной цепи, а взаимная проводимость цепей сетки и анода. Крутизна тем выше, чем ближе сетка расположена к катоду, и чем больше эмиттирующая поверхность катода.

### Внутреннее сопротивление
Если коэффициент усиления (проницаемость) и крутизна характеристики связаны с конструктивными параметрами электродной системы лампы, то внутреннее сопротивление с конструкцией лампы напрямую не связано, и определяется двумя независимыми параметрами по формуле Баркгаузена.

### Зависимость от режима лампы
При снижении потенциала управляющей сетки крутизна лампы снижается. Происходит это потому, что образованное катодом электронное облако («виртуальный катод») отталкивается и отдаляется от сетки, а площадь его поверхности уменьшается. При этом коэффициент усиления (проницаемость) лампы, зависящая от густоты сетки, остаётся неизменной, соответственно, растёт внутреннее сопротивление лампы.

## Многосеточные лампы
Для ламп с экранирующей сеткой (тетроды, пентоды, гексоды, гептоды) формула Баркгаузена по-прежнему справедлива, но зависимость электрических параметров от конструкции лампы более сложная. Зависимость крутизны и внутреннего сопротивления от потенциала управляющей сетки при неизменном потенциале экранирующей — такая же, как у триода, но изменение потенциала экранирующей сетки вызывает сильное изменение как крутизны и внутреннего сопротивления, так и коэффициента усиления, который растёт с уменьшением потенциала экранной сетки.
Лампы «варимю» обычно — пентоды.